# سامسونگ گلکسی ام۳۱
سامسونگ گلکسی ام ۳۱ یک گوشی هوشمند اندرویدی است که توسط شرکت سامسونگ الکترونیکس به عنوان بخشی از سری گلکسی ام (M) تولید شده است. این گوشی در تاریخ ۲۵ فوریه ۲۰۲۰ معرفی شد. از ویژگی‌های کلیدی آن می‌توان به نمایشگر سوپر امولد با ابعاد ۶٫۴ اینچ، تنظیمات دوربین چهارگانه و باتری ۶۰۰۰ میلی‌آمپر ساعتی اشاره کرد.

## مشخصات

### طراحی
گوشی سامسونگ گلکسی ام ۳۱ با طراحی بدنه پلاستیکی یکپارچه و پوشش گرادیانی براق عرضه شده است. در فریم کناری، دکمه پاور و تنظیمات صدا در سمت راست و درگاه سیم‌کارت/کارت حافظه حافظه اس‌دی در سمت چپ قرار دارد. همچنین، یک جک هدفون ۳٫۵ میلی‌متری، پورت USB-C، میکروفون و اسپیکر در پایین دستگاه تعبیه شده‌اند. دوربین‌های پشتی به همراه فلاش LED و حسگر اثر انگشت خازنی نیز در پشت دستگاه قرار گرفته‌اند.
این گوشی دارای نمایشگر Infinity-U به ابعاد ۶٫۴ اینچ است که برای دوربین جلو یک بریدگی U-شکل در نظر گرفته شده و در پایین صفحه نمایش نیز حاشیه نسبتاً بزرگی دیده می‌شود.
ابعاد دستگاه ۱۵۹٫۲ در ۷۵٫۱ در ۸٫۹ میلی‌متر است و وزن آن ۱۹۱ گرم می‌باشد. این گوشی در رنگ‌های آبی اقیانوسی، مشکی فضایی و قرمز موجود است.

### سخت‌افزار
سامسونگ گلکسی ام ۳۱ دارای نمایشگر سوپر امولد با ابعاد ۶٫۴ اینچ، رزولوشن ۱۰۸۰x۲۳۴۰ پیکسل، نرخ تازه‌سازی ۶۰ هرتز، نسبت ابعاد ۱۹٫۵:۹ و تراکم پیکسلی حدود ۴۰۳ پیکسل در هر اینچ است. این گوشی از اگزینوس ۹۶۱۱، یک System on a Chip با پردازنده هشت‌هسته‌ای (چهار هسته ۲٫۳ گیگاهرتزی Cortex-A73 و چهار هسته ۱٫۷ گیگاهرتزی Cortex-A53) و پردازنده گرافیکی Mali-G۷۲ MP۳ استفاده می‌کند. این دستگاه با دو گزینه حافظه رم، ۶ یا ۸ گیگابایت، و دو گزینه حافظه داخلی، ۶۴ یا ۱۲۸ گیگابایت، عرضه می‌شود. باتری آن ۶۰۰۰ میلی‌آمپر ساعتی غیرقابل جابجایی از نوع لیتیوم پلیمری است و از شارژ سریع ۱۵ وات پشتیبانی می‌کند.

#### دوربین‌ها
این گوشی دارای تنظیمات دوربین چهارگانه شامل یک دوربین اصلی ۶۴ مگاپیکسلی، یک دوربین واید ۸ مگاپیکسلی، یک دوربین ماکرو ۵ مگاپیکسلی و یک حسگر عمق ۵ مگاپیکسلی است. دوربین جلو ۳۲ مگاپیکسلی آن نیز امکان ثبت تصاویر با کیفیت بالا را فراهم می‌کند. هر دو دوربین اصلی و دوربین جلو قادر به ضبط ویدیوهای با کیفیت ۴K و نرخ ۳۰ فریم بر ثانیه هستند.

### نرم‌افزار
سامسونگ گلکسی ام ۳۱ با اندروید ۱۰ و رابط کاربری وان یوآی ۲ به‌صورت پیش‌نصب شده عرضه شد. این گوشی پس از مدتی به‌روزرسانی‌های وان یوآی ۲٫۱ و وان یوآی ۲٫۵ را دریافت کرد. سپس اعلام شد که سامسونگ گلکسی ام ۳۱ واجد شرایط به‌روزرسانی به اندروید ۱۱ است. در تاریخ ۱۹ ژانویه ۲۰۲۱، این گوشی به‌روزرسانی اندروید ۱۱ همراه با رابط کاربری وان یوآی ۳ را دریافت کرد. در مارس ۲۰۲۱، به‌روزرسانی رابط کاربری وان یوآی ۳٫۱ برای این گوشی منتشر شد. در آوریل ۲۰۲۲، این گوشی به‌روزرسانی اندروید ۱۲ همراه با رابط کاربری وان یوآی ۴٫۱ را دریافت کرد.